# Amalia Jönsson
Amalia Rosalie Amanda Jönsson, född Bergman, född i Stockholm 1857, död 1942, var en svensk företagare, senare känd som Amalia Löfmark.   
Tillsammans med modern Johanna Ulrika Bergman, som var änka, grundade hon företaget Ajco Trikåfabrik i Göteborg år 1878. Hon gifte sig 1879 med Jöns Peter Löfmark. Makarna Jönsson bytte namn till Löfmark, och företaget tog namnet Löfmark & Co år 1889. Sedan öppnades Göteborgsmagasinet och Boråsmagasinet, med sin försäljning av strumpor och lakansväv.

## Eftermäle
En gata i Högsbo, Västra Frölunda, Göteborg är uppkallad till minne 1988, Amalia Jönssons gata.